# マンゴー・スフレ
『マンゴー・スフレ』（英: Mango Soufflé）は、 2002年に製作されたインドの映画。マネーシュ・ダターニ監督作品。
日本では2003年7月20日に第12回東京国際レズビアン&ゲイ映画祭で上映された。

## キャスト
- カムレッシュ：アンクル・ヴィカール
- シャラド
- プラカーシュ
- キラン：リンク・カンナー